# Better Nate Than Ever
Better Nate Than Ever (también conocido como Nate, mejor tarde que nunca en Hispanoamérica y El sueño de Nate en España) es una película de comedia musical estadounidense de 2022, basada en la novela homónima de 2013. Dirigida y adaptada a la pantalla por Tim Federle, la historia se centra en Nate Foster, interpretado por Rueby Wood, cuyo sueño es ser parte del elenco de un musical de Broadway. Lisa Kudrow, Aria Brooks y Joshua Bassett desempeñan papeles secundarios en el reparto.
Better Nate Than Ever tuvo su estreno mundial en El Capitan Theatre de Hollywood el 15 de marzo de 2022 y se estrenó como película original de Disney+ el 1 de abril. La película recibió críticas generalmente positivas por parte de la prensa.

## Reparto
- Rueby Wood como Nate Foster, un chico de 13 años que quiere convertirse en un actor de Broadway.[3]
- Joshua Bassett como Anthony Foster, el hermano mayor de Nate.[3]
- Aria Brooks como Libby Reneé, la mejor amiga de Nate.[3]
- Lisa Kudrow como Heidi, la tía de Nate y Anthony, y hermana de Sherrie Foster.[4]
- Norbert Leo Butz como Rex Foster, el padre de Nate y Anthony.[5]
- Michelle Federer como Sherrie Foster, la madre de Nate y Anthony y hermana de Heidi.[6]

## Producción

### Desarrollo

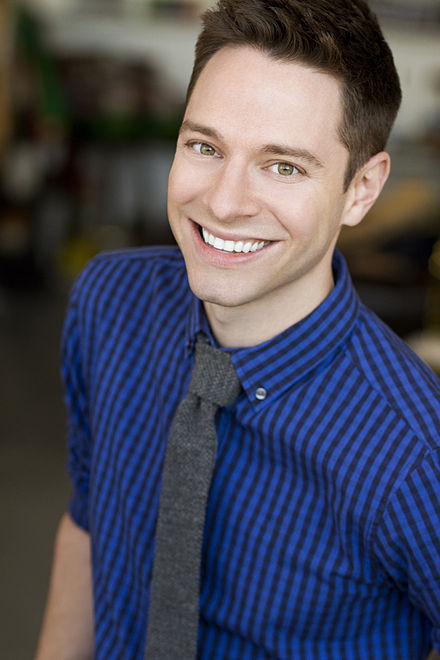
Tim Federle adaptó y dirigió la película.

En enero de 2021, The Walt Disney Company tuvo un casting abierto para una adaptación cinematográfica de Better Nate Than Ever. En marzo del mismo año, se anunció que la película había recibido luz verde y que la producción estaba programada para llevarse a cabo en la ciudad de Nueva York. El proyecto entró en preproducción con el título provisional de Pittsburgh. Tim Federle, autor de la novela en la que se basa la película, se desempeñó como escritor y director. Marc Platt y Adam Siegel fueron los productores, con Platt coproduciendo la película bajo su marca Marc Platt Productions junto a Walt Disney Pictures.

### Preproducción
En junio de 2021, Lisa Kudrow se unió al elenco como Heidi, la tía de Nate, también se informó de que aún no se había elegido a los protagonistas. En agosto del mismo año, se anunció que Norbert Leo Butz tendría un papel secundario. El 12 de noviembre de 2021, se anunció que Rueby Wood fue elegido para interpretar Nate Foster. Además, se reveló que Joshua Bassett y Aria Brooks interpretarían al hermano mayor de Nate, Anthony Foster y Libby, una amiga de Nate que se escapa a la ciudad de Nueva York junto a él.
Federle dijo que adaptar un libro que escribió le dio la facilidad de hacer cambios sin dejar de ser fiel al material original, como expandir los roles de Libby y Anthony. Debido a que la película es una producción de Disney, decidió cambiar las audiciones de Nate de un musical de E.T., el extraterrestre por una versión musical ficticia de la película animada de Disney de 2002, Lilo & Stitch.

### Filmación
El rodaje de la película comenzó en la ciudad de Nueva York en junio de 2021. El mismo, también se filmaron algunas escenas en la escuela secundaria Archbishop Stepinac de White Plains. El rodaje también tuvo lugar en el teatro New Amsterdam de la ciudad de Nueva York.

## Banda sonora
La banda sonora fue compuesta por Gabriel Mann, quien había trabajado previamente con Federle en High School Musical: el musical: la serie, mientras que las canciones originales estuvieron a cargo de Lyndie Lane. El 18 de marzo de 2022 fue lanzado el álbum de la banda sonora de la película.
| Better Nate Than Ever |                                       |                                          |          |  |
| N.º                   | Título                                | Escritor(es)                             | Duración |  |
| 1.                    | «Big Time» (Rueby Wood)               | Lyndie Lane                              | 3:05     |  |
| 2.                    | «On Broadway» (Wood)                  | Cynthia Weil, Jerry Leiber, Mike Stoller | 1:42     |  |
| 3.                    | «No One Gets Left Behind» (Wood)      | Lane                                     | 2:59     |  |
| 4.                    | «About to Go Awf» (Aria Brooks, Wood) | Lane                                     | 2:46     |  |
| 5.                    | «Adventure Calls»                     | Gabriel Mann                             | 1:33     |  |
| 6.                    | «Love Language»                       | Mann                                     | 0:47     |  |
| 7.                    | «The Horrors of Steps»                | Mann                                     | 2:24     |  |
| 8.                    | «Now or Never»                        | Mann                                     | 0:52     |  |
| 9.                    | «Port Authority Farewell»             | Mann                                     | 1:10     |  |
| 10.                   | «Stop the Bus»                        | Mann                                     | 0:46     |  |
| 11.                   | «Not Like That»                       | Mann                                     | 1:45     |  |
| 12.                   | «Designing Natey»                     | Mann                                     | 1:44     |  |
| 13.                   | «Times Square»                        | Mann                                     | 1:15     |  |
| 14.                   | «Sleepover at Aunt Heidi’s»           | Mann                                     | 3:19     |  |
| 15.                   | «Hustle to New Amsterdam»             | Mann                                     | 5:05     |  |
| 16.                   | «You’re My Hero»                      | Mann                                     | 1:37     |  |
| 17.                   | «Love You Like a Sister»              | Mann                                     | 1:19     |  |
| 34:08                 |                                       |                                          |          |  |

## Recepción

### Crítica
En Rotten Tomatoes, la película tiene una calificación de aprobación del 83% basada en 46 críticas. En Metacritic, tiene un puntaje promedio ponderado de 66 sobre 100 basado en 6 reseñas críticas.
Courtney Howard de Variety escribió que «en lo que respecta a los sentimientos, el corazón de la película está en el lugar correcto. Es positivo en términos de representación LGBT y actúa como una carta de amor a la expresión artística musical». Petrana Radulovic de Polygon elogió el filme, calificándolo de «una oda a los niños de teatro de todas partes». Amy Nicholson de The New York Times alabó las actuaciones de los actores y opinó que el guion era «creativo», pero afirmó que la película no aborda de manera satisfactoria los temas LGBT. Alex Bruise de Comic Book Resources criticó que el filme, a pesar de haber sido promocionada como una película LGBTQ+ con un protagonista gay, no menciona esta palabra durante el metraje y solo aparece el tema mencionado implícitamente, lo que ocasiona que la «representación no alcance las expectativas».

### Premios y nominaciones
| Año  | Premio                            | Categoría                                                           | Nominados                                   | Resultado | Ref    |
| ---- | --------------------------------- | ------------------------------------------------------------------- | ------------------------------------------- | --------- | ------ |
| 2022 | Children's and Family Emmy Awards | Mejor actor protagonista                                            | Rueby Wood                                  | Pendiente | [ 24 ] |
| 2022 | Children's and Family Emmy Awards | Mejor actriz de reparto                                             | Lisa Kudrow                                 | Pendiente | [ 24 ] |
| 2022 | Children's and Family Emmy Awards | Mejor guion de serie adolescente                                    | Better Nate Than Ever                       | Pendiente | [ 24 ] |
| 2022 | Children's and Family Emmy Awards | Mejor dirección y composición musical de programa de acción en vivo | Better Nate Than Ever                       | Pendiente | [ 24 ] |
| 2022 | Children's and Family Emmy Awards | Mejor montaje de una sola cámara de imagen real                     | Better Nate Than Ever                       | Pendiente | [ 24 ] |
| 2022 | Children's and Family Emmy Awards | Mejor casting de programa de acción en vivo                         | Better Nate Than Ever                       | Pendiente | [ 24 ] |
| 2022 | Children's and Family Emmy Awards | Mejor coreografía                                                   | Better Nate Than Ever                       | Pendiente | [ 24 ] |
| 2022 | Hollywood Music in Media Awards   | Mejor canción original de película de streaming                     | Lyndie Lane (por «No One Gets Left Behind») | Pendiente | [ 25 ] |